# IX століття до н. е.

## Події
- перша половина — найпізніший кімерійський період у Північному Причорномор'ї
- Початок залізної доби на території України.
- Кінець зрубної культури.
- Гальштатська культура в Центральній Європі.